# براندون دومینگز
براندون دومینگز (انگلیسی: Brandon Domingues؛ زادهٔ ۶ ژوئن ۲۰۰۰) بازیکن فوتبال است.